# Peugeot Quasar
La Peugeot Quasar è una autovettura da competizione realizzata dalla Peugeot Sport secondo le normative del regolamento tecnico FIA per vetture gruppo S, per partecipare al Campionato del mondo rally 1987. La vettura, realizzata in un unico esemplare rimase allo stato prototipale e non venne mai usata in competizioni ufficiali e il progetto fu abbandonato.
Fu assemblata nel 1984 nello stabilimento PSA di La Garenne e fu esposta per la prima volta al 67º Salone di Parigi svoltosi lo stesso anno. La vettura riprendeva il nome dall'omonimo fenomeno astronomico. Condivideva molti dei suoi componenti con la 205 Turbo 16, la variante Peugeot da rally del 205. Attualmente è custodita all'interno del museo Peugeot di Sochaux.

## Storia

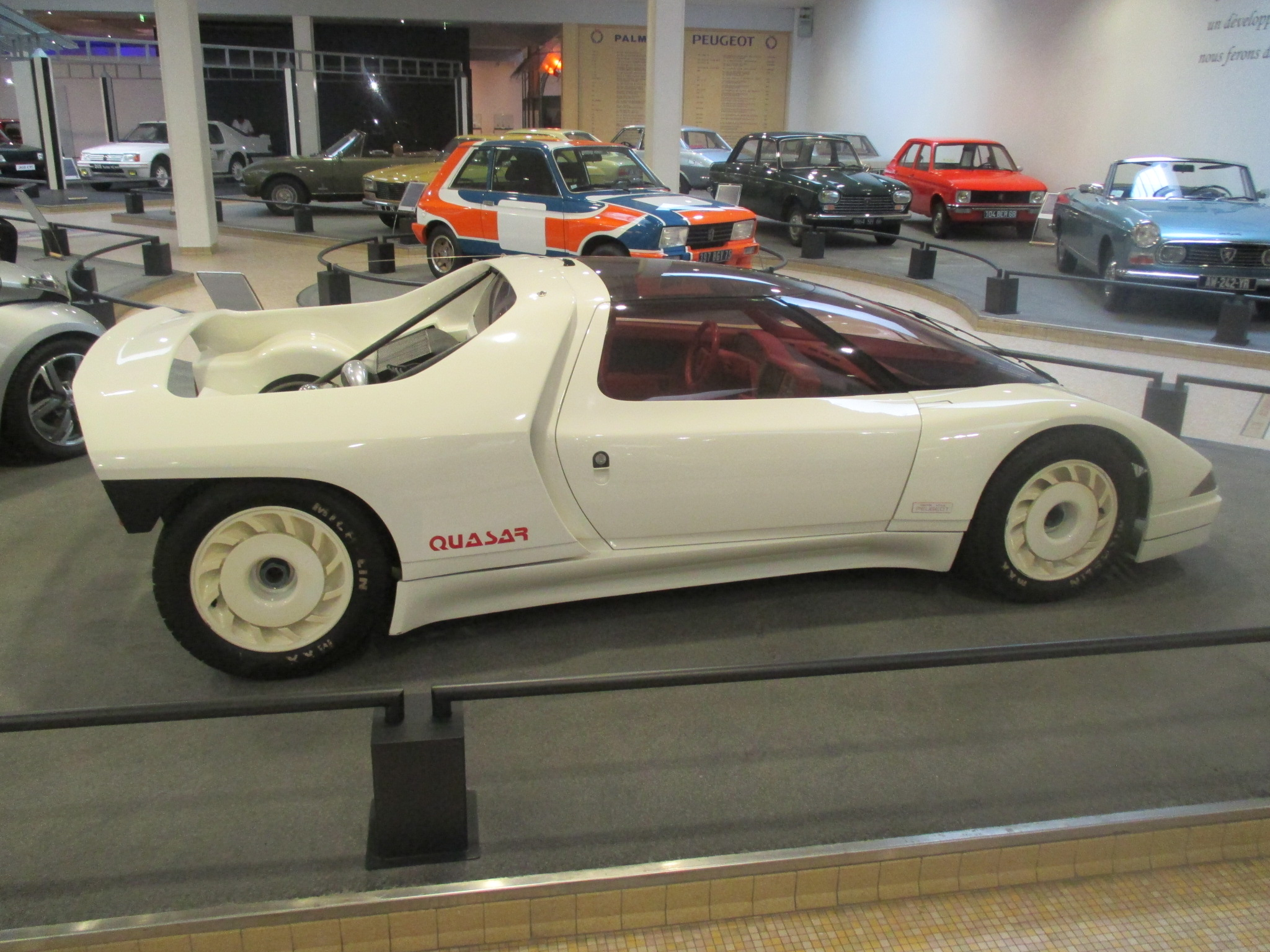
Vista laterale

Nel 1984 Peugeot entrò nel campionato rally FIA costruendo una vettura appartenente al Gruppo B, che richiedeva ai produttori di utilizzare versioni modificate di veicoli prodotti in serie in almeno 200 esemplari. Contemporaneamente nello stesso anno, Peugeot chiese ai designer Gérard Welter e Paul Bracq e all'ingegnere Peugeot Talbot Sport Jean-Claude Vaucard di produrre un prototipo basato sul telaio e sul motore della 205 T16; Welter disegnò la carrozzeria mentre Bracq gli interni; Vaucard lavorò su meccanica e telaio. Welter disegnò una berlinetta biposto a cui aggiunse delle porte ad apertura a forbice simili a quelle della Lamborghini Countach. Bracq per l'abitacolo adottò un approccio futuristico prendendo ispirazione dal mondo della fantascienza. Sul cruscotto venne implementata un display dotato di un computer e di un primitivo e rudimentale sistema multimediale con uno schermo CRT e numerosi pulsanti di controllo. La maggior parte degli interni era rifinita in pelle rossa, che andava in contrasto con l'esterno bianco. Le luci posteriori furono prese direttamente dalla 205.

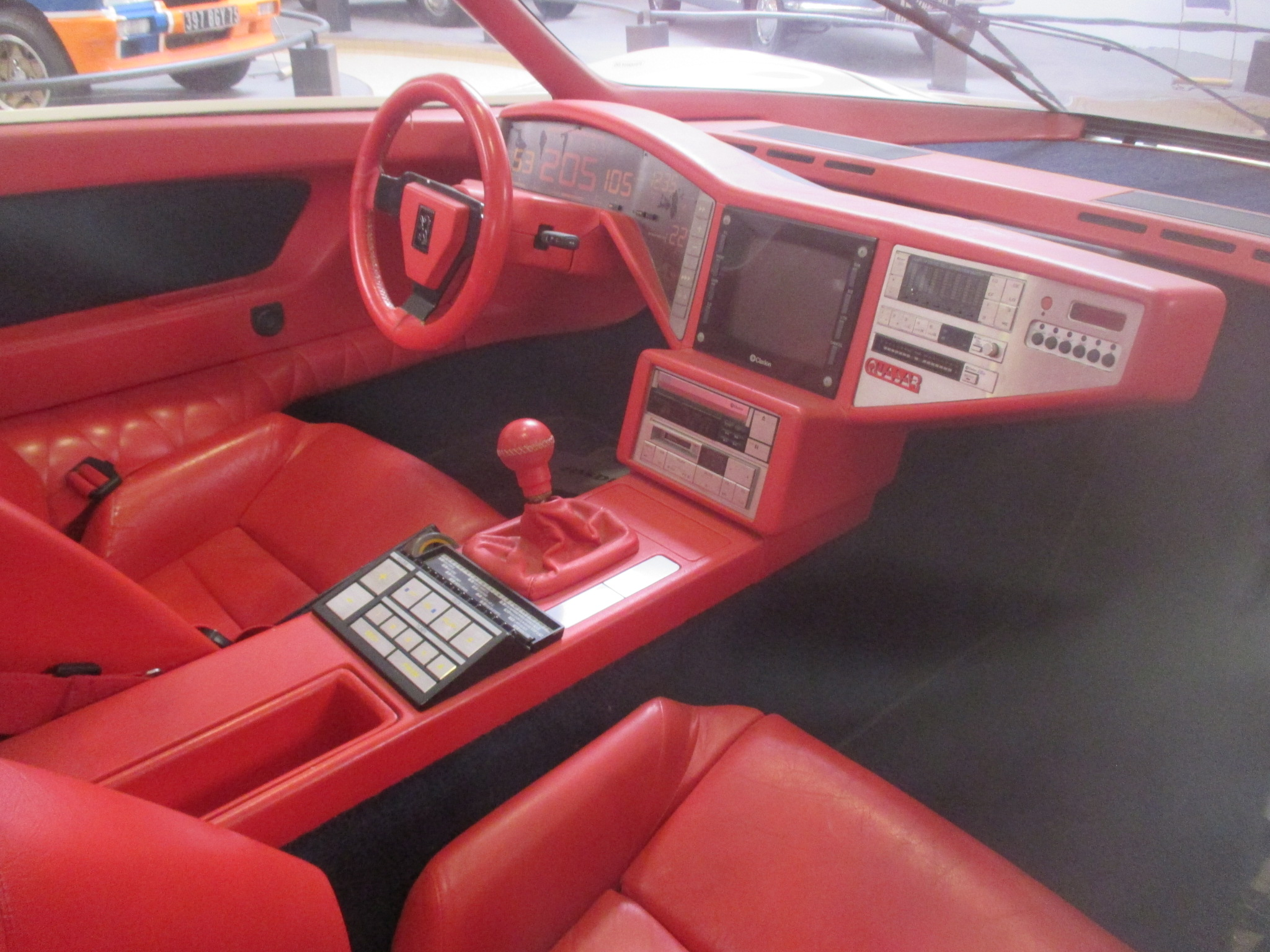
Vista degli interni

## Meccanica
La Quasar mantenne il motore a quattro cilindri in linea biturbo montato in posizione traversale/centrale della 205 T16, modificato per produrre circa 600 cavalli. Come sulla T16, la sospensione era molto simile nel design a quella delle vetture di Formula 1, e vari componenti erano realizzati in kevlar o fibra di carbonio per la riduzione del peso. Il sistema di trazione integrale 60/40 Ferguson AWD, era derivativo dalla 205 T16.